# ルドルフ・ベックマン
ルドルフ・ベックマン(ドイツ語: Rudolf Beckmann、1910年2月20日 - 1943年10月14日)は、ドイツのナチ党員(ナチ党員番号は305,721)、武装親衛隊員。最終階級は親衛隊曹長(武装SS内での呼称は上級分隊指揮官)。第二次世界大戦では主にソビボル強制収容所の看守を務めていた。

## 経歴

### 武装SS初期
ベックマンがSSに入隊して初の仕事は、ナチス・ドイツによる「生きるに値しない命」の殺害であるT4作戦に携わることであった。その後、独ソ戦の煽りを受けラインハルト作戦が開始されると、彼は当時ナチス・ドイツ占領下にあったポーランド・ソビボル村のソビボル強制収容所へ異動となった。

### ソビボル強制収容所
ソビボル収容所に運ばれてきたユダヤ人のうち、「必要のない者」はまず全裸にさせられ、服と荷物は脇に置くよう指示された。この時点で歩けないようなものは武装SSらによって連れ去られた。また、服を脱ぐのに時間がかかっている者は服を破るようにして強制的に脱がされた。その後、ユダヤ人らはシャワー室(ガス室)へ進むよう命じられ、多数の「必要のない者」が「処理」されている。ベックマンは、同じ親衛隊曹長のアルフレート・イトゥナーとともに、服を脱ぎ終わりシャワー室へ行く前のユダヤ人から宝石や金などの金品を奪う役職についていた。

### 囚人らの大脱走
1943年10月14日、囚人たちがかねてから計画していた大脱走が起こった。そのうえで、脱走の邪魔になる看守は予め殺害する計画も同時に実行された。この脱走劇で11人の看守が事前に殺害され、その中にベックマンも含まれた。彼の死体は親衛隊曹長ヘルマン・エーリヒ・バウアーによって発見されている。